# Ettore Meini
Ettore Meini (Cascina, 5 januari 1903 - Pisa, 19 augustus 1961) is een voormalig Italiaans wielrenner.

## Belangrijkste overwinningen
1928
- Coppa Cavacciocchi

1930
- Coppa Cavacciocchi

1931
- Ronde van Umbrië
- Ronde van Romagna
- 6e etappe Ronde van Italië
- Trofeo Melinda

1932
- 10e etappe Ronde van Italië
- 12e etappe Ronde van Italië
- Milaan-La Spezia

1933
- 14e etappe Ronde van Italië
- 15e etappe Ronde van Italië

1934
- 19e etappe Ronde van Frankrijk

## Resultaten in voornaamste wedstrijden
| Jaar | Ronde van Italië | Ronde van Frankrijk | Ronde van Spanje |
| ---- | ---------------- | ------------------- | ---------------- |
| 1931 | 31e (1)          |                     |                  |
| 1932 | 40e (2)          |                     |                  |
| 1933 | 51e (2)          |                     |                  |
| 1934 | 27e              | 29e (1)             |                  |

| Jaar | Milaan-San Remo |
| ---- | --------------- |
| 1931 |                 |
| 1932 |                 |
| 1933 | 28e             |
| 1934 |                 |

## Ploegen
onbekend